# En annorlunda kontaktannons
En annorlunda kontaktannons är en singelskiva av Nilla Nielsen, utgiven 8 april 2011. Låten finns även med som bonusspår på albumet Så nära.

## Låtlista
1. En annorlunda kontaktannons - (Nilla Nielsen)

## Band
- Nilla Nielsen - Sång, gitarr, slagverk, klaviatur & programmering

## Musikvideo
En annorlunda kontaktannons finns även som musikvideo

## Fotnoter
1. ↑  ”Artikel om En annorlunda kontaktannons”[död länk], NME, 2011